# Crkvino
Crkvino (makedonska: Црквино) är en ort i Nordmakedonien. Den ligger i kommunen Veles, i den centrala delen av landet, 50 kilometer sydost om huvudstaden Skopje. Crkvino ligger 342 meter över havet och antalet invånare är 471.